# Gonolobus esmeraldasianus
Gonolobus esmeraldasianus är en oleanderväxtart som beskrevs av Morillo. Gonolobus esmeraldasianus ingår i släktet Gonolobus och familjen oleanderväxter. Inga underarter finns listade i Catalogue of Life.